# Ружки
Ружки — село в Україні, у Новогуйвинській селищній територіальній громаді Житомирського району Житомирської області. Населення становить 164 особи. Колишній орган місцевого самоуправління — Озерянківська сільська рада.

## Географія
Селом протікає річка Мочихвіст, ліва притока Коденки.

## Історія
У 1906 році село Солотвинської волості Житомирського повіту Волинської губернії. Відстань від повітового міста 28 верст, від волості 5. Дворів 48, мешканців 268.
Село постраждало внаслідок Голодомору 1932—1933 років.
16 листопада 1942 року очільник генерального округу "Житомир" Ернст Ляйзер видав наказ про створення адміністративного округу "Геґевальд" ("Заповідний ліс") — адміністративно-територіальної одиниці Генеральної округи Житомир Райхскомісаріату Україна, куди увійшло село. У складі округу село перебувало до приходу Червоної армії у  лютому 1944 року.
18 березня 2010 року Житомирська обласна рада ухвалила рішення «Про внесення змін в адміністративно-територіальний устрій Житомирської області», яким, зокрема, була уточнена назва села на Ріжки. Проте рішення щодо уточнення назви не було опубліковане у «Відомостях Верховної Ради», тому не набуло чинності.
12 червня 2020 року, відповідно до розпорядження Кабінету Міністрів України № 711-р «Про визначення адміністративних центрів та затвердження територій територіальних громад Житомирської області» увійшло до складу Новогуйвинської селищної територіальної громади.
19 липня 2020 року, в результаті адміністративно-територіальної реформи та ліквідації Житомирського району (1939—2020), село увійшло до складу новоутвореного Житомирського району.

## Населення

### Мова
Розподіл населення за рідною мовою за даними перепису 2001 року:
| Мова       | Кількість | Відсоток |
| ---------- | --------- | -------- |
| українська | 163       | 99.39%   |
| російська  | 1         | 0.61%    |
| Усього     | 164       | 100%     |